# Макдермот, Дермот
Дермот Макдермот (англ. Dermot F. McDermot; 1906—1989) — британский дипломат.
В 1930-х годах секретарь и президент Англо-американской ассоциации прессы в Париже.
В 1956—1959 годах посол Великобритании в Индонезии.
В 1961—1965 годах посол Великобритании в Таиланде.
Рыцарь-коммандор ордена святого Михаила и святого Георгия с 1962 года.